# Andrzej Zieliński (fizyk)
Andrzej Zieliński (ur. 24 listopada 1938 w Środzie Wielkopolskiej, zm. 29 kwietnia 2003 w Sopocie) – polski fizyk, specjalizujący się w badaniach lidarowych atmosfery nadmorskiej oraz toni morskiej.

## Życiorys
Ukończył studia na Uniwersytecie Mikołaja Kopernika w Toruniu w 1961 roku, jako magister fizyki. Pracę naukową rozpoczął w Instytucie Maszyn Przepływowych Polskiej Akademii Nauk w Gdańsku, w Zakładzie Gazodynamiki. W 1969 roku otrzymał stopień doktora (temat rozprawy: „Ocena wpływu rodzaju posiewu jonizacyjnego, występującego w różnych związkach chemicznych na niektóre własności produktów spalania”). Stopień doktora habilitowanego w zakresie fizyki teoretycznej  otrzymał w 1978 roku (praca habilitacyjna pt.: ”Gazodynamiczny laser CO o działaniu ciągłym”). W 1980 roku rozpoczął pracę w Zakładzie Oceanologii w Sopocie, a w 1984 roku został powołany na stanowisko Kierownika Zakładu Fizyki Morza w nowo powołanym Instytucie Oceanologii PAN w Sopocie. Od 1990 do 2001 roku pełnił funkcję Dyrektora ds. Naukowych w Instytucie Oceanologii Prowadził działalność dydaktyczną na Uniwersytecie Gdańskim i Wyższej Szkole Pedagogicznej w Słupsku. Był autorem wielu prac naukowych dotyczących laserów oraz pomiarów aerozolowych. Zmarł 29 kwietnia 2003 roku.

## Wybrane publikacje
- Lidar studies of marine aerosol in the coastal zone Proceedings Volume 2471, Atmospheric Propagation and Remote Sensing IV; 1995
- Dependence of aerosol size distribution on different sea bottom types NATO Sensors&Electronics Technology Panel (SET) Symposium, 38, 1-7, Zieliński A., Zieliński T., Piskozub J., 1998.
- Aerosol extinction and optical thickness in the atmosphere over the Baltic Sea determined with lidar, Journal of Aerosol Science, 33/6, 47-61, Zieliński T., Zieliński A., 2002.